# Helen Wood
Helen Wood est une actrice américaine née le 4 juin 1917 à Clarksville dans le Tennessee (États-Unis) et décédée le 8 février 1988
à Burbank en Californie (États-Unis).

## Filmographie

### Au cinéma
- 1933 : Roman Scandals de Frank Tuttle (réalisateur) : La fille Slave
- 1934 : Kid Millions de Roy Del Ruth : Goldwyn Girl
- 1934 : Moulin rouge, de Sidney Lanfield : Danseuse
- 1935 : My Marriage : Elizabeth Tyler
- 1935 : The Goose and the Gander : Violette
- 1935 : She Married Her Boss : Secrétaire
- 1936 : High Tension (en) d'Allan Dwan : Brenda Burke
- 1936 : Champagne Charlie, de James Tinling : Linda Craig
- 1936 : Can This Be Dixie? : Virginia Peachtree
- 1936 : Sous le masque (Crack-Up) : Ruth Franklin
- 1936 : Charlie Chan aux courses (Charlie Chan at the Race Track) de H. Bruce Humberstone : Alice Fenton
- 1939 : Sorority House (That Girl from College) : Mme la Présidente, Martha Lanigan
- 1939 : Almost a Gentleman (en)  (Magnificent Outcast) de Leslie Goodwins : Shirley Haddon
- 1949 : The Pilgrimage Play : Mary Mother

### À la télévision
- 1948 : The Ted Steele Show (Série) ; elle-même